# Acosmeryx obliqua
Acosmeryx obliqua är en fjärilsart som beskrevs av Dupont 1941. Acosmeryx obliqua ingår i släktet Acosmeryx och familjen svärmare. Inga underarter finns listade i Catalogue of Life.